# 浮島線

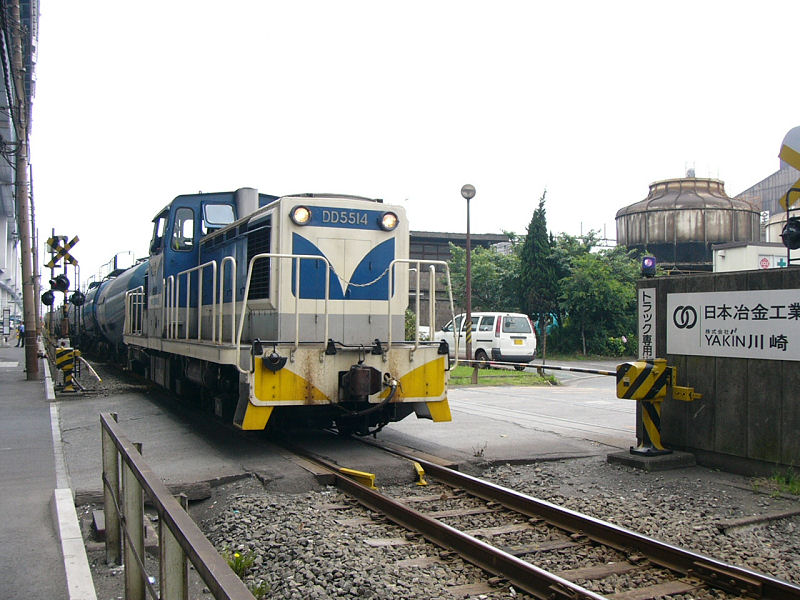
在浮島線行走的貨運列車（2004年6月17日）

浮島線（日语：／ Ukishima sen */?）是一條連接神奈川縣川崎市川崎區川崎貨物站至浮島町站之間的神奈川臨海鐵道路線。

## 路線數據
- 管轄（事業類別）：神奈川臨海鐵道（第一種鐵道事業者）
- 路線距離：3.9公里
- 營業距離：24.0 公里（事實上為計劃運費的公里數）[1]
- 軌距：1067毫米
- 車站數目：3個（包括起終點站）
- 雙線區間：沒有（全線單線）
- 電氣化區間：沒有（全線非電氣化）
- 閉塞方式：電氣路籤閉塞

## 概要
路線從JR東海道本線貨物支線的川崎貨物站作為起點，延伸至川崎區浮島町。沿國道409號旁敷設。沿線上有許多石油基地，主要運送石油與相關產品。另外，也有來自JR武藏野線梶谷貨物總站前往川崎市的廢物運送列車「清潔川崎號」，運送往最近的處理設施末廣町站。

## 運行形態
截至2008年3月15日，每日有18個往返班次（當中川崎貨物至末廣町之間7個往返班次，川崎貨物至浮島町之間11個往返班次），所有班次為貨運列車。川崎貨物至浮島町之間的列車會通過末廣町站。

## 歷史
- 1964年（昭和39年）3月25日 - 鹽濱操至浮島町之間開通。
- 1990年（平成2年）3月10日 - 鹽濱操站改名為川崎貨物站。

## 車站列表
川崎貨物 –  末廣町 –  浮島町

## 接讀路線
- 川崎貨物站：東海道本線（貨物支線）、神奈川臨海鐵道千鳥線

## 註腳
1. ↑  JR貨物時間表2002年版